# Pia Lovrič
Pia Lovrič (* 23. April 2002 in Ljubljana) ist eine slowenische Tennisspielerin.

## Karriere
Lovrič begann mit fünf Jahren das Tennisspielen und bevorzugt Sandplätze. Sie spielt bislang auf der ITF Women’s World Tennis Tour, bei der sie bisher drei Einzel- und sechs Doppeltitel erringen konnte.
Sie debütierte 2020 in der slowenischen Fed-Cup-Mannschaft; ihre Billie-Jean-King-Cup-Bilanz weist bislang 2 Siege bei 4 Niederlagen aus.

## Turniersiege

### Einzel
| Nr. | Datum            | Turnier           | Kategorie   | Belag     | Finalgegnerin        | Ergebnis |
| --- | ---------------- | ----------------- | ----------- | --------- | -------------------- | -------- |
| 1.  | 7. März 2021     | Neu-Delhi         | ITF $15.000 | Hartplatz | Irina Chromatschowa  | 6:3, 6:4 |
| 2.  | 11. August 2024  | Slovenske Konjice | ITF W15     | Sand      | Salma Drugdová       | 6:0, 6:4 |
| 3.  | 13. Oktober 2024 | Iraklio           | ITF W15     | Sand      | Denislawa Gluschkowa | 6:3, 6:3 |

### Doppel
| Nr. | Datum             | Turnier   | Kategorie   | Belag     | Partnerin      | Finalgegnerinnen                      | Ergebnis          |
| --- | ----------------- | --------- | ----------- | --------- | -------------- | ------------------------------------- | ----------------- |
| 1.  | 5. September 2020 | Otočec    | ITF $15.000 | Sand      | Tina Cvetkovič | Dorka Drahota-Szabó Adrienn Nagy      | 6:3, 6:1          |
| 2.  | 16. Januar 2021   | Antalya   | ITF $15.000 | Sand      | Adrienn Nagy   | Ayla Aksu Ani Wangelowa               | 6:4, 7:5          |
| 3.  | 6. März 2021      | Neu-Delhi | ITF $15.000 | Hartplatz | Adrienn Nagy   | Sowjanya Bavisetti Prarthana Thombare | 6:2, 6:3          |
| 4.  | 21. August 2021   | Villach   | ITF W15     | Sand      | Melania Delai  | Anita Husarić Alexandra Pospelowa     | 0:6, 6:2, [10:3]  |
| 5.  | 6. August 2023    | Koge      | ITF W25     | Sand      | Adrienn Nagy   | Tiphanie Lemaître Anna Zirjanowa      | 6:4, 6:0          |
| 6.  | 20. Juli 2024     | Turin     | ITF W35     | Sand      | Živa Falkner   | Julieta Lara Estable Fernanda Labraña | 1:6, 6:2, [12:10] |